# Jaume Sobregrau
Jaume Sobregrau Mitjans (Barcelona, España, 4 de septiembre de 1986) es un futbolista español. Juega en la defensa de lateral derecho y puede actuar también como central diestro. Su equipo actual es el Club de Fútbol Fuenlabrada de la Segunda División B de España.

## Trayectoria
Este jugador barcelonés se formó en las categorías inferiores del FC Barcelona. A la SD Huesca llegó procedente del Gimnàstic de Tarragona donde jugó en su equipo filial. El jugador fue seguido por los técnicos del club altoaragonés durante cerca de siete meses y le consideraron como un importante futbolista de futuro. Firmó por una temporada más otra opcional. No obstante, no renovaría con dicho Club, siendo el FC Barcelona quien apostare por él de nuevo fichando en julio de 2009 por su equipo filial, el Barça B, equipo que a las órdenes de Luis Enrique consiguió el ascenso a Segunda División. Sin embargo, tras haber disputado como titular todos los partidos que se habían jugado, en el mes de noviembre de aquel año se lesionó de gravedad, debiendo permanecer alejado de los terrenos de juego durante el resto de la temporada. Al año siguiente, apenas recuperado, ficha por el CD San Roque de Lepe donde consigue la quinta plaza que da acceso a la copa del rey. 
En la siguiente temporada firmó con el Lleida Esportiu, equipo en el que a pesar de su buen rendimiento, no consiguió buenos resultados. C.F. Badalona y C.F. Reus Deportiu, respectivamente, fueron sus siguientes destinos, equipos en los que destacó por su buen juego como líder de la zaga sin que el equipo, tampoco en estos casos, alcanzara objetivos destacables.
Sus buenas actuaciones le valieron para acabar desembarcando en las filas del Real Murcia en la temporada 2014-2015, tras el descenso administrativo de los pimentoneros. En las dos temporadas y media que permaneció en la disciplina del cuadro grana, Sobregrau ha terminado disputando 72 partidos oficiales. Asimismo logró clasificarse para el play-off de ascenso en dos ocasiones, cayendo en ambas en la primera ronda. 
En enero de 2017, se convierte en el cuarto refuerzo de invierno del Fuenlabrada.

## Clubes
| Club                       | País   | Temporada | Categoría        | Partidos | Goles |
| -------------------------- | ------ | --------- | ---------------- | -------- | ----- |
| Cádiz Club de Fútbol "B"   | España | 2004-2005 | Tercera División | S/D      | S/D   |
| Albacete Balompié B        | España | 2005-2006 | Tercera División | S/D      | S/D   |
| Albacete Balompié B        | España | 2006-2007 | Tercera División | S/D      | S/D   |
| CF Pobla de Mafumet        | España | 2007-2008 | Tercera División | 37       | 2     |
| SD Huesca                  | España | 2008-2009 | Segunda División | 9        | 0     |
| FC Barcelona B             | España | 2009-2010 | Segunda B        | 7        | 0     |
| CD San Roque de Lepe       | España | 2010-2011 | Segunda B        | 34       | 1     |
| Lleida Esportiu            | España | 2011-2012 | Segunda B        | 28       | 2     |
| CF Badalona                | España | 2012-2013 | Segunda B        | 26       | 0     |
| Reus Deportiu              | España | 2013-2014 | Segunda B        | 35       | 1     |
| Real Murcia                | España | 2014-2015 | Segunda B        | 39       | 0     |
| Real Murcia                | España | 2015-2016 | Segunda B        | 23       | 0     |
| Real Murcia                | España | 2016-2017 | Segunda B        | 11       | 0     |
| Club de Fútbol Fuenlabrada | España | 2016/2017 | Segunda B        | 17       | 0     |
| Club de Fútbol Fuenlabrada | España | 2017/2018 | Segunda B        | 13       | 0     |
| Club de Fútbol Fuenlabrada | España | 2018/2019 | Segunda B        | 24       | 0     |